# 2020
2020. година (римским цифрама: MMXX) била је преступна година која је почела у среду, а завршила се у четвртак. 2020. је двадесета година 3. миленијума, двадесета година 21. века и прва година 2020-их.

## Догађаји

### Јануар
- 2. јануар — У Аустралији, у државама Нови Јужни Велс и Викторија, од последица пожара погинуло је 18 особа, а више од 10.000 је евакуисано.
- 3. јануар — Америчка војска је у близини међународног аеродрома у Багдаду убила иранске војне званичнике, Касема Сулејманија и Абу Мади ал-Мухандиса. Као резултат овог атентата, отпочели су протести широм Ирана.
- 5. јануар — Зоран Милановић је у другом кругу председничких избора, изабран за председника Хрватске, победивши Колинду Грабар Китаровић.
- 7. јануар — 56 људи је убијено, а преко 200 људи је повређено током стампеда на сахрани генерала Касема Сулејманија, у иранском граду Керману.
- 8. јануар — Лет 752 Јукрејн интернешнл ерлајнса је оборен убрзо након полетања са Аеродрома Имам Хомеини у Техерану, усмртивши свих 176 путника и чланова посаде.
- 10. јануар — Омански султан, Кабус ибн Саид ел Саид, умире у 79. години живота. Хајтам Бин Тарик Ал Суад га наслеђује као султан.
- 15. јануар — Руски премијер, Дмитриј Медведев са својим кабинетом, подноси оставку. На предлог председника Владимира Путина, на место премијера је постављен Михаил Мишустин.
- 18. јануар — Грађански рат у Јемену: 111 јеменских војника и петоро деце је убијено у нападу дронова и ракета на војни камп у близини Мариба.
- 24. јануар — Два случаја коронавируса, који се прво појавио у Кини, забележени у Европи (у Француској).
  - Разоран земљотрес, јачине 6,9 јединица Рихтерове скале, погодио исток Турске притом убивши 41 особу.
- 28. јануар — Амерички председник Доналд Трамп и израелски премијер Бенјамин Нетанјаху објављују Трампов мировни план.
- 30. јануар — Светска здравствена организација објавила је да коронавирус представља ванредну ситуацију на глобалном нивоу, због непрестаног ширења вируса.
- 31. јануар — Уједињено Краљевство и Гибралтар су се формално повукли из Европске уније.

### Фебруар
- 2. фебруар — Новак Ђоковић и Софија Кенин су победници Отвореног првенства Аустралије у тенису у појединачној конкуренцији.
  - Протести у Црној Гори: У Подгорици се окупило рекордан број верника (око 60.000 људи).
    - Број умрлих од коронавируса порастао на 305, а број оболелих на 14.500. Први смртни случај од последица вируса ван Кине су забележени на Филипинима.
- 3. фебруар — Канзас Сити чифси победили су Сан Франциско фортинајнерсe 31 : 20 и тако постали Супербоул шампиони после 50 година.
- 9. фебруар — Епидемија коронавируса 2019/20: Око 37.500 људи заражено је широм света, док је 811 људи умрло од последица коронавируса.
- 10. фебруар — Филм Паразит добио награду Оскар за најбољи филм. За најбољу женску улогу награђена је глумица Рене Зелвегер, а Оскара за најбољу мушку улогу понео Хоакин Финикс.
  - Протести у Црној Гори: Грађани Подгорице су присуствовали молебну у Саборном храму Христовог Васкрсења, после којег су кренули у литију коју је предводио митрополит црногорско-приморски Амфилохије.
- 11. фебруар — Шеф Светске здравствене организације, Тедрос Адханом Гебрејесус, изјавио је да епидемија коронавируса у Кини представља врло озбиљну претњу за остатак света
- 17. фебруар — Влада Србије донирала је Албанији два милиона евра помоћи за отклањање последица прошлогодишњег земљотреса.
- 19. фебруар — У пуцњаву у немачком граду Ханау, убијено је једанаест, а повређено је пет особа.
- 22. фебруар — Београд је први град на свету који је организовао концерт подршке Вухану, главном граду кинеске провинције Хубеј, који се бори са коронавирусом.
  - Тим астронома из шангајске астрономске опсерваторије је утврдио присуство молекула кисеоника анализом светлосних таласа који су стигли до Земље са Маркаријана 231, галаксије удаљене око 581 милион светлосних година.
- 24. фебруар — Према званичним подацима цивилне заштите у Италији, укупно су 153 особе заражене, док су четири умрле од последица коронавируса.
- 26. фебруар — Присуство коронавируса до сада је забележено у скоро 40 земаља света. У Хрватској је потврђено да је оболело троје, први случајеви забележени су у Грчкој и Северној Македонији.
- 28. фебруар — Број заражених коронавирусом наставља да расте широм света. Први случајеви заразе забележени су у Белорусији и Литванији, па је број европских земаља у којима има оболелих премашио десет.
  - Укупно 33 турска војника погинула су у ваздушним нападима у Идлибу, објавио је гувернер пограничне турске провинције Хатај.

### Mарт
- 2. март — Председник Србије Александар Вучић и председник тзв. Косова Хашим Тачи састали су се у Белој кући у Вашингтону, којем су присуствовали и специјални изасланик председника САД Ричард Гренел и саветник за националну безбедност Роберт О'Брајен. Разговарали су о „неопходности мирног решавања питања између Косова и Србије, могућности постизања коначног споразума, где је показана добра воља да се ствари покрену напред, као што је био случај са споразумима о авио-линији и железничкој прузи, о аутопуту, али и о питањима која би могла бити од заједничког интереса више у економском него у политичком смислу“.
- 3. март — Сијера Леоне повукла је признање Косова као независне државе, изјавио је српски министар спољних послова Ивица Дачић.
  - Министар унутрашњих послова Аустрије, Карл Нехамер, најавио је подршку у заштити границе од миграната за Грчку и земље Западног Балкана слањем аустријске полиције.
- 5. март — У Републици Српској забележени су први случајеви заразе коронавирусом, потврдило је Министарство здравља РС.
  - Аустријски канцелар Себастијан Курц рекао је да постоји трострука безбедносна мрежа у одбрани од мигранaта која предвиђа да ће, ако мигранти пробију грчку границу, бити заустављени на Западном Балкану.
- 6. март — Министар здравља Србије, Златибор Лончар, на ванредној конференцији за новинаре саопштио је да је у Србији потврђен први случај коронавируса.
  - Најмање 27 особа је убијено и још толико је рањено у нападу на скуп у Кабулу, којем је присуствовао и авганистански лидер Абдулах.
- 7. март — Из Клинике за инфективне болести у Загребу потврђена је још један случај заразе коронавирусом, што значи да је до сада у Хрватској потврђено 12 инфицираних. Међу зараженима у Словенији је и један лекар.
  - Више од 10.000 миграната покушава из Турске да пређе у Грчку на путу ка Европи. Након мирног јутра, ситуација на граници Грчке и Турске постаје све напетија.
- 9. март — Број преминулих од вируса корона у Италији је драстично скочио – за 24 сата умрло 97 људи. Заражено је скоро 10.000 људи.
- 11. март — Светска здравствена организација је декларисала епидемију вируса корона као пандемију.
- 13. март — Због забране јавних скупова и манифестација у Црној Гори, Митрополија црногорско-приморска је одлучила да привремено обустави литије, што је касније Влада Црне Горе поздравила ту одлуку.
- 15. март — Због пандемије вируса корона и немогућности заседања Народне скупштине Републике Србије, председник Александар Вучић је прогласио ванредно стање у Србији. По проглашењу ванредног стања, уведен је низ мера које за циљ имају сузбијање заразе и очување здравља становника.
- 17. март — Европски лидери су затворили спољашње и унутрашње границе Европске уније на најмање 30 дана, како би смирили пандемију вируса корона.
  - УЕФА је одложила Европско првенство у фудбалу 2020. за лето 2021. године.
- 18. март — Европска радиодифузна унија је отказала Песму Евровизије 2020, због пандемије вируса корона у Европи, што је прво отказивање овог такмичења за 64 године одржавања.
- 20. март — Број умрлих од корона вируса је прешао 10.000, док је број заражених достигао четврт милиона.
- 24. март — Међународни олимпијски комитет и Јапан су суспендовали Летње олимпијске игре до 2021. године, без одложеног датума.
- 26. март — Број заражених од корона вируса је достигао 500.000, са приближно 23.000 потврђених смртних случајева. Сједињене Државе су престигле Кину и Италију по укупном броју потврђених случајева, са најмање 81.321 случаја и преко 1.000 умрлих.
- 27. март — Северна Македонија је званично постала 30. чланица НАТО пакта.
- 30. март — Број умрлих од корона вируса у Шпанији је надмашио број умрлих у Кини, са укупно 7.340 пријављених смртних случајева.
  - Међународни олимпијски комитет је најавио да ће Летње олимпијске игре бити одржана од 23. јула до 8. августа 2021. године.

### Април
- 2. април — Број заражених од Ковида-19 је достигао милион случајева широм света.
- 3./4. април — Руска Федерација  упутила је Србији помоћ у виду 15.000 тестова за детекцију вируса Ковид-19. Једанаест авиона руских Ваздушно-космичких снага допремило је у Србију медицинску помоћ из Руске Федерације. Помоћ, између осталог, укључује 16 специјалних моторних возила намењених за дезинфекцију објеката и путева, као и велику количину медицинске опреме, технике и заштитних средстава неопходних Србији у лечењу пацијената заражених коронавирусом и у борби против ширења Ковида-19.
- 4. април — У зони искључења око бивше нуклеарне електране у Чернобиљу избио је шумски пожар, око 90 ватрогасаца гасило је пожар који је захватио отприлике 20 хектара површине.
- 5. април — Први случај заразе животиње Ковидом-19. У питању је била четворогодишња малајска тигрица из зоолошког врта Бронкс у Њујорку.
- 8. април — Турска је послала помоћ Србији у виду различитих медицинских средстава, укључујући 100.000 заштитних маски, 2.000 заштитних одела, као и 1.500 тестова за Ковид-19.
- 10. април — Број умрлих од Ковида-19 достигао је 100 хиљада случајева широм света.
- 14. април — Међународни монетарни фонд (ММФ) је изјавио да очекује да ће светска економија пасти за 3%, што је највећи пад после Велике депресије 1930-их година.
- 15. април — Најдужа животиња на свету, дуга као 10 аутомобила, односно 45 метара,пронађена је у подморском кањону у близини обала Западне Аустралије. Научници са Шмит универзитета кажу да се ради о сифонофори, провидној црволикој животињи, која је, попут корала, састављена од више малих јединки које имају улогу органа једног већег бића, саопштено је са тог универзитета.
  - Број заражених од Ковида-19 је достигао два милиона случајева широм света.
- 17. април — Група француских научника са Универзитета у Прованси је утврдила да вирус корона у потпуности умире при температури од 92 степена током 15 минута.
  - Број умрлих од вируса корона у Европи је достигао 100 хиљада.
- 18. април — У пуцњави у канадској покрајини Нова Шкотска, убијено је двадесет и троје људи.
- 20. април — Цена нафте је пала на рекордни минимум, због пандемије вируса корона и због руско-арапског сукоба око цене нафте.
- 21. април — Број заражених од Ковида-19 је достигао два и по милиона случајева широм света.
- 25. април — Број умрлих од корона вируса је прешао 200 хиљада случајева широм света.
- 27. април — Број заражених од Ковида-19 је достигао три милиона случајева широм света, док је број заражених у Сједињеним Државама прешао милион случајева.
- 28. април — Број заражених од Ковида-19 у Русији достиже 87.147 случаја, што престиже број од 84.341 заражених у Кини.

### Мај
- 1. мај — Као последицу пуцњаве у Новој Шкотској, Канада је забранила продају и употребу 1.500 врста ватреног оружја.
  - Број излечених од Ковида-19 је достигао милион случајева широм света.
- 6. мај — У Србији је укинуто ванредно стање које је уведено 15. марта због вируса корона.
  - Астрономи су објавили откриће прве црне рупе смештене у звезданом систему, која је видљива голим оком.
- 8. мај — 15 особа је приведено после инцидента испред Скупштине Србије, када су посланици Српског покрета Двери и њихове присталице на челу са Бошком Обрадовићем напали посланика Маријана Ристичевића и поцепали му сако и извређали министра здравља Златибора Лончара, посланика СНС Милована Дрецуна коме су рекли да је насрнуо на посланицу Марију Јањушевић и вређањем су дочекали лидера Либерално-демократске партије Чедомира Јовановића.
- 12. мај — У Институту „Михајло Пупин” произведен је први респиратор у Србији, а инжењер института Владимир Нешић истиче је да је то најсавременији уређај и оценио да Србија има кадровске могућности за покретање производње медицинске опреме. Министар задужен за иновације и технолошки развој Ненад Поповић је приликом представљања првог домаћег респиратора изјавио да је то „велика победа српске памети и инжењерског знања”.
- 14. мај — Број умрлих од Ковида-19 је прешао 300 хиљада случајева.
- 16. мај — Бундеслига је постала прва велика спортска лига која је наставила своју сезону, након 27. јануара.
- 21. мај — Број заражених од вируса корона је прешао 5 милиона случајева, са 106 хиљада заражених током претходног дана, што је највећи број оболелих у току једног дана до тада.
- 22. мај — Први дан без преминулих од последица вируса корона у Србији.
- 26. мај — У преко стотину градова у Сједињеним Државама почели су протести, поводом убиства Џорџа Флојда.
- 27. мај — Поглавар Исламске верске заједнице у Северној Македонији Сулејман Реџепи, смењен је по хитном поступку, јер се оженио 50 година млађом женом.
- 31. мај — Број заражених од Ковида-19 је прешао 6 милиона случајева широм света.

### Јун
- 2. јун — Министар безбедности Босне и Херцеговине, Фахрудин Радончић, поднео је оставку на ту функцију.
- 7. јун — Број умрлих од Ковида-19 је прешао 400 хиљада случајева широм света.
- 8. јун — Број заражених од Ковида-19 је прешао 7 милиона случајева широм света.
- 14. јун — У Атланти су почели протести због убиства Афроамериканца, Рејшарда Брукса.
- 16. јун — Број заражених од Ковида-19 је прешао 8 милиона случајева широм света.
- 21. јун — Одржани редовни избори за Скупштину Србије, Скупштину АП Војводине и локалне самоуправе, на којима је коалиција коју је предводио Александар Вучић однела победу.
- 22. јун — Број заражених од Ковида-19 је прешао 9 милиона случајева широм света.
- 28. јун — Број заражених од Ковида-19 је прешао 10 милиона случајева широм света, док је број заражених у Сједињеним Државама достигао 2,5 милиона случајева.
  - Број умрлих од Ковида-19 је прешао 500 хиљада случајева широм света.

### Јул
- 1. јул — На 234 бирачка места широм Србије поновљени су избори, на којима је право гласа имало 203.012 бирача.
  - Црна Гора је легализовала истополне бракове поставши 30. држава која је озаконила овај тип брака.
- 2. јул — Руски бирачи су подржали измену Устава Русије.
- 3. јул — Након оставке Едуара Филипа, за новог премијера Француске именован је Жан Кастекс.
  - Број заражених од Ковида-19 је прешао 11 милиона случајева широм света.
- 4. јул — Поплаве на острву Кјушу у Јапану усмртиле су више од 50 људи.
- 7. јул — У Београду и другим градовима Србије отпочели су протести грађана.
- 8. јул — Број заражених од Ковида-19 је прешао 12 милиона случајева широм света.
- 10. јул — Председник Турске, Реџеп Тајип Ердоган, потписао је декрет којим је поништена одлука да некадашња православна базилика Аја Софија буде музеј.
- 14. јул — Најмање 16 особа је погинуло у сукобима на граници између Арцаха и Азербејџана.
- 15. јул — Хакерски напади на Твитеру, чије су мете били истакнути налози са великим бројем пратилаца, довели су до масовне биткојн преваре.
- 18. јул — Број умрлих од Ковида-19 је прешао 600 хиљада случајева широм света.
- 22. јул — Број заражених од Ковида-19 је прешао 15 милиона случајева широм света.

### Август
- 3. август — Конституисан је дванаести сазив Народне скупштине Републике Србије.
- 4. август — У снажним експлозијама лучких складишта у Бејруту погинуло је најмање 158 особа, а више од 6000 је повређено.
  - Број умрлих од Ковида-19 је прешао 700 хиљада случајева широм света.
- 7. август — Индијски авион је исклизнуо са полетно-слетне стазе приликом слетања у Кожикодеу при чему је погинуло 19 особа.
- 9. август —  Александар Лукашенко је победио на председничким изборима у Белорусији, опозициони лидери одбили да признају резултате избора.
- 10. август — Број заражених од Ковида-19 је прешао 20 милиона случајева широм света.
- 11. август — Председник Русије Владимир Путин објавио је да је у Русији регистрована прва вакцина против вируса корона.
- 13. август — Израел и Уједињени Арапски Емирати су успоставили званичне дипломатске односе.
- 18. август — Председник Малија, Ибрахим Бубакар Кејта, поднео оставку након државног удара који је извела Војска Малија.
- 21. август — Севиља је освојила Лигу Европе, победом у финалу против Интера са 3 : 2.
- 22. август — Број умрлих од Ковида-19 је прешао 800 хиљада случајева широм света.
- 23. август — Бајерн Минхен је освојио Лигу шампиона, победом у финалу против Париз Сен Жермена са 1 : 0.
- 25. август — Светска здравствена организација је објавила да је потпуно заустављено ширење дивљег полиовируса на тлу Африке.
- 28. август — Јапански премијер Шинзо Абе најавио повлачење са функције због лошег здравственог стања.
- 30. август — На Парламентарним изборима у Црној Гори победиле опозиционе странке окупљене око Здравка Кривокапића, Алексе Бечића и Дритана Абазовића.
  - Број заражених од Ковида-19 је прешао 25 милиона случајева широм света.

### Септембар
- 4. септембар — У Вашингтону је потписан Споразуми у Вашингтону (2020) између председника Србије Александра Вучића и председника Владе привремених институција у Приштини Авдулаха Хотија, у присуствову делегације председника Доналда Трампа.
- 11. септембар — У поплавама које су захватиле Судан погинуло је више од стотину људи, а поплављено је више од 100.000 кућа.
- 12. септембар — Бахреин и Израел успоставили су званичне дипломатске односе.
- 13. септембар — Демонстранти су запалили зграду Владе у либијском граду Бенгазију протестујући због тешких услова живота и корупције.
  - Доминик Тим и Наоми Осака су победници Отвореног првенства САД у тенису у појединачној конкуренцији.
- 14. септембар — Краљевско астрономско друштво је најавило откривање фосфина у атмосфери Венере, за који је познато да је снажан предиктор за присуство микроорганизама.
- 23. септембар — Алекса Бечић из партије Демократска Црна Гора изабран је одлуком нове већине за председника Скупштине Црне Горе.
- 25. септембар — Два пилота Ратног ваздухопловства и ПВО Војске Србије погинула су приликом пада авиона МиГ-21 у рејону села Брасина код Малог Зворника обављајући своје летачке задатке.
  - Војни авион АН-26 срушио се недалеко од града Чугујева у Харковској области на истоку Украјине, а том приликом је погинуло 20 људи и двоје теже повређено.
- 27. септембар — Влада Јерменије прогласила је ратно стање и општу мобилизацију због ескалације ситуације у Нагорно-Карабаху.
- 29. септембар — Број умрлих од Ковида-19 је прешао милион случајева широм света.

### Октобар
- 4. октобар — Одржан је референдум о независности Нове Каледоније, на коме је већина грађана гласала против независности од Француске.
- 5. октобар — Харви Алтер, Мајкл Хотон и Чарлс Рајс примили су Нобелову награду за медицину захваљујући открићу вируса који изазива хепатитис Ц.
- 6. октобар — Најмање једна особа је преминула, а 590 људи је повређено током нереда на протестима у Бишкеку, престоници Киргистана.
- 7. октобар — Суд у Атини прогласио је политичку партију крајње деснице Златну зору за криминалну организацију, након чега су уследили протести на атинским улицама.
- 10. октобар — Најмање 27 особа је погинуло, а више од 100.000 је остало без струје када је ураган Делта погодио обалу америчке државе Луизијана.
- 11. октобар — Рафаел Надал и Ига Швјонтек су победници Отвореног првенства Француске у тенису у појединачној конкуренцији.
- 12. октобар — Лос Анђелес лејкерси су победом против Мајами хита постали шампиони НБА лиге.
- 16. октобар — У департману Ивлин, надомак Париза, ученик средње школе убио је професора обезглављивањем испред просветне установе.
- 22. октобар — Земљотрес јачине 5,2 јединице Рихтерове скале погодио је подручје удаљено 52 километра од острва Закинтос.
- 23. октобар — Луис Арсе је победио на председничким изборима у Боливији пошто је освојио 55,10 одсто гласова.
- 24. октобар — Два пилота су погинула након што се срушио авион америчке морнарице у Алабами.
  - Најмање 18 особа је убијено, а 57 рањено, у самоубилачком бомбашком нападу на образовни центар у Кабулу.
- 25. октобар — Најмање 22 особе су погинуле када се срушила црква на истоку Гане.
- 26. октобар — НАСА је мерењем таласних дужина сунчеве светлости објавила да на Месецу има воде.
- 27. октобар — Луис Хамилтон је постао возач са највише победа у формули 1 пошто је тријумфовао у трци за Велику награду Португала.
- 28. октобар — Формирана је нова Влада избором Ане Брнабић за председницу Владе.
- 29. октобар — Француска полиција је ухапсила нападача за кога се сумња да је у Ници ножем убио три особе.
- 30. октобар — Снажан земљотрес јачине 6,6 степени Рихтерове скале погодио је грчко острво Самос и турски обалски град Измир.

### Новембар
- 2. новембар — У терористичким нападима у Бечу погинуло је пет док је рањено више од 17 особа.
- 3. новембар — На председничким изборима у САД, кандидат Демократске странке, Џо Бајден, изабран је за председника САД победивши актуелног председника Доналда Трампа.
- 8. новембар — Број заражених од Ковида-19 је прешао 50 милиона случајева широм света.
- 9. новембар — Оружани сукоби у Нагорно-Карабаху завршени су потписивањем споразума о прекиду ватре у Москви између лидера Јерменије, Азербејџана и Русије.
- 14. новембар — Најмање 10 људи је погинуло у пожару који је на северу Румуније захватио болницу у којој се лече и пацијенти оболели од коронавируса.
- 15. новембар — Кандидат опозиције Маја Санду победила је на председничким изборима у Молдавији.
  - Одржани локални избори у Босни и Херцеговини.
- 20. новембар — У Србији је проглашена тродневна жалост због смрти патријарха Иринеја.
- 29. новембар — Француска победила на избору за Дечју песму Евровизије 2020. године.

### Децембар
- 1. децембар — Опсерваторијска платформа телескопа Аресибо, тешка 900 тона која је слала и примала радио таласе из свемира, срушила се са висине од 140 метара и тешко оштетила тањир телескопа пречника 300 метара.
- 4. децембар — Скупштина Црне Горе изабрала је нову Владу на челу са премијером Здравком Кривокапићем.
  - У Београду у Абердаревој улици код зграде РТС-а дошло је до велике експлозије боце са плином у којој је једна особа погинула, а две тешко повређене.
- 10. децембар — На подручју планине Козаре у Републици Српској се срушио спортски авион, погинула су оба члана посаде.
- 16. децембар — Кинеска свемирска сонда Чанге-5, која је са собом носила око два килограма узорака Месечевих стена и тла, успешно се вратила на Земљу.
- 18. децембар — Број заражених од Ковида-19 је прешао 75 милиона случајева широм света.
- 26. децембар — Национална авио-компанија Црне Горе Монтенегро ерлајнс у потпуности је обуставила саобраћај због нерешених финансијских проблема са Владом Црне Горе.
- 29. децембар — Скупштина Црне Горе је усвојила измене Закона о слободи вероисповести.
  - Земљотрес јачине 6,3 степени по Рихтеру погодио је околину Петриње 46 километара југоисточно од Загреба.
- 30. децембар — Најмање 16 особа је погинуло и око 60 их је повређено у експлозијама на аеродрому у Адену, док је слетао авион у којем је била нова Влада националног јединства Јемена.

## Смрти

### Јануар
- 1. јануар — Дамир Михановић, хрватски комичар, глумац и музичар (*1961)[1]
- 3. јануар:
  - Касем Сулејмани, ирански генерал-мајор Корпуса Чувара Исламске револуције (*1957)
  - Волфганг Брецинка, немачко-аустријски научник (*1928)
- 5. јануар — Ханс Тилковски, немачки фудбалски голман (*1935)[2]
- 6. јануар — Јован Никитовић, православни архимандрит и игуман Манастира Вујна (*1946)
- 7. јануар — Зијад Арсланагић, југословенски и босанскохерцеговачки фудбалер (*1936)[3]
- 10. јануар:
  - Неда Арнерић, југословенска и српска глумица (*1953)[4]
  - Кабус ибн Саид ел Саид, султан Омана и његових зависних територија (*1940)
- 13. јануар — Жан Делимо, француски историчар (*1923)
- 15. јануар — Милован Степандић, српски кошаркашки тренер (*1954)[5]
- 19. јануар — Благовест Сендов, бугарски дипломата, математичар и политичар (*1932)
- 21. јануар — Тери Џоунс, велшки комичар, сценариста, глумац, режисер и писац (*1942)[6]
- 23. јануар — Роберт Арчибалд, шкотски кошаркаш (*1980)
- 24. јануар:
  - Дује Боначић, југословенски репрезентативац у веслању и заслужни спортиста Југославије (*1929)[7]
  - Миодраг Дамњановић, српски архитекта (*1939)
  - Роб Ренсенбринк, холандски фудбалер (*1947)[8]
- 26. јануар:
  - Коби Брајант, амерички кошаркаш (*1978)[9]
  - Роналд Ли, ромски канадски писац, лингвиста и активиста (*1934)
- 29. јануар — Благоја Георгијевски, југословенски кошаркаш (*1950)[10]
- 31. јануар:
  - Јанез Становник, правник, економиста, учесник Народноослободилачке борбе и друштвено-политички радник СФР Југославије и СР Словеније (*1922)
  - Мери Хигинс Кларк, америчка списатељица (*1927)
  - Мирза Казар, азербејџански писац, политички аналитичар, водитељ, издавач (*1947)

### Фебруар
- 1. фебруар — Енди Гил, енглески музичар и музички продуцент, најпознатији као суоснивач и соло гитариста групе Gang of Four (*1956)[11]
- 3. фебруар — Џорџ Штајнер, амерички књижевни критичар, есејиста, филозоф, романописац и педагог (*1929)[12]
- 4. фебруар:
  - Данијел арап Мои, кенијски политичар, други председник Кеније од 1978. до 2002. године (*1924)
  - Љиљана Петровић, југословенска и српска певачица (*1939)
- 5. фебруар — Кирк Даглас, амерички глумац, редитељ и продуцент (*1916)[13]
- 7. фебруар — Неџмије Пагаруша, југословенска и албанска певачица и глумица (*1933)[14]
- 9. фебруар — Владимир Крањчевић, хрватски диригент, пијаниста и педагог (*1936)
- 10. фебруар — Ранко Јововић, српски пјесник (*1941)
- 15. фебруар — Ватрослав Мимица, југословенски и хрватски филмски редитељ, сценариста и продуцент (*1923)[15]
- 16. фебруар:  
  - Хари Грег, северноирски фудбалер и фудбалски тренер (*1932)
  - Перл Кар, енглеска певачица и учесница Евровизије (*1921)[16]
- 17. фебруар — Марио Машунго, мозамбички политичар и економиста, премијер Мозамбика од 1986. до 1994. године (*1940)
- 18. фебруар — Веселин Ђуретић, српски историчар и члан Сената Републике Српске (*1933)
- 23. фебруар:
  - Зоран Модли, српски новинар, радијски диск-џокеј, пилот и инструктор летења (*1948)
  - Читетсу Ватанабе, јапански суперстогодишњак, који је у тренутку смрти био најстарији живи мушкарац на свету (*1907)
- 24. фебруар:
  - Ђорђе Желчески, југословенски и македонски певач народне музике (*1938)
  - Јан Тајген, норвешки музичар, глумац и комичар (*1949)
- 25. фебруар:
  - Хосни Мубарак, египатски политичар, бивши председник Републике Египат (*1928)[17]
  - Мирољуб Трошић, српски телевизијски и филмски аматерски глумац (*1948)[18]
  - Миодраг Караџић, српски сценариста, аутор више ТВ серија (*1950)[19]
- 26. фебруар:
  - Мухамед Филиповић, југословенски и босанскохерцеговачки филозофски писац (*1929)
  - Неџмије Хоџа, удовица некадашњег албанског вође Енвера Хоџе и бивша политичарка (*1921)
- 28. фебруар — Фриман Дајсон, британско-амерички физичар и математичар (*1923)[20]
- 29. фебруар — Ева Секељ, мађарска пливачица (*1927)

### Март
- 4. март — Хавијер Перез де Куељар, перуански политичар, пети по реду генерални секретар Уједињених нација од 1982. до 1991. године и премијер Перуа од 2000. до 2001. године (*1920)[21]
- 5. март — Љубомир Радичевић, југословенски и српски редитељ и сценариста (*1927)[22]
- 6. март — Мица Трофртаљка, српска фолк певачица (*1943)[23]
- 7. март — Зденка Вучковић, југословенска и хрватска певачица (*1942)
- 8. март:
  - Макс фон Сидоу, шведски и амерички глумац (*1929)[24]
  - Новица Гушић, пуковник Војске Републике Српске (*1941)
- 9. март — Ричард Кенет Гај, британски математичар (*1916)
- 10. март:
  - Беба Селимовић, интерпретаторка севдалинки (*1939)
  - Десимир Станојевић, српски глумац (*1950)[25]
- 11. март — Ружа Балог, српска и југословенска певачица народне музике, староградских песама и севдалинки (*1943)
- 13. март — Дана Затопкова, чехословачка атлетичарка (*1922)
- 14. март:
  - Ева Пиларова, чешка певачица и глумица (*1939)
  - Офер Бар Јосеф, израелски археолог, професор праисторијске археологије на Харвард универзитету (*1937)
- 15. март — Бранислав Видић, професор на Џорџтаун универзитету у Вашингтону, академик САНУ, светски стручњак за микробиологију (*1934)
- 16. март — Мирко Бојић, југословенски и српски новинар, репортер, спољнополитички коментатор, уредник и публициста (*1932)
- 17. март:
  - Мануел Серифо Њамаџо, политичар из Гвинеје Бисао (*1958)
  - Едуард Лимонов, руски писац, политичар и дисидент (*1943)
  - Ранко Малетић, православни свештеник протојереј ставрофор и старешина Цркве Свете Тројице код Приједора (*1951)
  - Бети Вилијамс, мировна активисткиња из Северне Ирске и добитница Нобелове награде за мир (1976) (*1943)[26]
- 18. март — Алфред Ворден, амерички пилот, ваздухопловни инжењер и астронаут (*1932)[27]
- 19. март — Миљенко Жуборски, српски књижевник (*1938)
- 20. март:
  - Владимир Забродски, чехословачки хокејаш на леду (*1923)
  - Борислав Станковић, српски кошаркаш и тренер, као и дугогодишњи генерални секретар Међународне кошаркашке организације (*1925)
  - Кени Роџерс,  амерички певач, текстописац, глумац и музички продуцент (*1938)
- 23. март — Нора Или, швајцарска преобраћеница у ислам и исламска проповедница (*1984)[28]
- 24. март:
  - Албер Удерзо, француски стрип цртач и сценариста (*1927)
  - Тања Поповић, српска професорка (*1963)
  - Ману Дибанго, камерунски музичар и текстописац (*1933)
- 26. март:
  - Раде Михаљчић, српски историчар и члан Академије наука и умјетности Републике Српске (*1937)
  - Мајкл Соркин, амерички архитекта, урбаниста, писац и аутор (*1948)
  - Милан Даљевић, учесник Народноослободилачке борбе, генерал-пуковник ЈНА и друштвено-политички радник СФР Југославије (*1925)
- 28. март:
  - Игор Спасов, српски телевизијски новинар и филмски и ТВ монтажер (*1960)
  - Лазар Ранковић, православни архимандрит и игуман Манастира Витовнице (*1937)
  - Лин Кристи, аустралијски џез басиста (*1928)
- 29. март:
  - Кшиштоф Пендерецки, пољски композитор и диригент (*1933)
  - Филип Ворен Андерсон, амерички теоријски физичар и добитник Нобелове награде за физику 1977. године (*1923)[29]
- 30. март:
  - Милутин Кнежевић, епископ ваљевски (*1949)
  - Сава Тутунџић, археолог, египтолог и професор Филозофског факултета Универзитета у Београду (*1928)

### Април
- 2. април — Ранко Борозан, југословенски и српски фудбалер (*1933)
- 4. април — Миша Тумбас, навијач Партизана (*1954)
- 5. април — Махмуд Џибрил, либијски политичар (*1952)
- 6. април:
  - Радомир Антић, фудбалски тренер (*1948)[30]
  - Душан Грујић, председник тениског клуба Партизан (*1949)
- 8. април:
  - Бошко Бурсаћ, југословенски и српски фудбалер (*1945)
  - Магдалина Савковић, православна монахиња (*1945)
  - Донато Сабија, италијански атлетичар (*1964)
  - Ларс Ерик Лундвал, шведски хокејаш на леду и хокејашки тренер (*1934)
- 11. април:
  - Радомир Мићуновић, српски песник, критичар, есејиста, новинар, публициста и енигмата (*1940)
  - Рафаила Марковић, игуманија Манастира Мале Ремете (*1935)
  - Џон Хортон Конвеј, енглески математичар (*1937)
- 14. април — Миодраг Лазић, српски примаријус, хирург и књижевник (*1955)
- 15. април — Брајан Денехи, амерички филмски, телевизијски и позоришни глумац, продуцент и редитељ (*1938)[31]
- 16. април:
  - Милија Вуковић, српски глумац (*1947)
  - Луис Сепулведа, чилеански писац и новинар (*1949)
  - Бојана Милошевић Брнад, југословенска и српска кошаркашица (*1965)
- 19. април — Наталија Лазић, српска певачица и учесница шоу програма Ја имам таленат (*1991)
- 20. април — Ебов Грахам, британски певач и члан састава Foreign Beggars (*1979)
- 21. април:
  - Терујуки Оказаки, јапански мајстор шотокан каратеа 10. дан (*1931)
  - Шон Арнолд, британски глумац (*1941)
  - Доналд Кенеди, амерички научник, јавни администратор и академик (*1931)
  - Флоријан Шнајдер, њемачки музичар (*1947)
- 22. април:
  - Ширли Најт, америчка глумица (*1937)[32]
  - Димитри Диатченко, амерички глумац украјинског порекла (*1968)
- 24. април:
  - Фред Годсон, амерички репер (*1985)
  - Лин Фолдс Вуд, британска ТВ водитељка и новинарка (*1948)
  - Роб Гибс, амерички аниматор и режисер (*1964)[33]
- 25. април:
  - Џин Динарски, амерички глумац (*1933)
  - Драган Војводић, српски нефролог, доктор медицинских наука и функционер Савеза независних социјалдемократа (*1959)
  - Јован Мирковић, српски историчар специјализован за проучавање геноцида и холокауста (*1943)
- 26. април — Јован Гламочанин, српски политичар и правник (*1940)
- 27. април:
  - Драгутин Зеленовић, председник Владе Републике Србије и редовни професор на Факултету техничких наука Универзитета у Новом Саду (*1928)[34]
  - Робер Ербен, француски фудбалер и тренер (*1939)[35]
- 28. април — Фредрик Ларсон, шведски рукометаш (*1984)
- 29. април:
  - Јахија Хасан, дански песник палестинског порекла (*1995)
  - Ирфан Хан, индијски глумац (*1967)[36]
- 30. април:
  - Сем Лојд, амерички глумац, певач и музичар (*1963)[37]
  - Стефан Лукић, српски боксер (*1993)

### Мај
- 1. мај:
  - Лајош Енглер, југословенски кошаркаш (*1928)
  - Радослав Ћебић, српски новинар (*1972)[38]
- 2. мај:
  - Снежана Вељковић, лекар и професор Медицинског факултета у Београду (*1946)
  - Олга Куликовска-Романова, почасни академик Руске академије уметности, аутор бројних публикација у руској и страној штампи, члан Савеза књижевника Русије (*1926)
- 3. мај:
  - Дејв Гринфилд, eнглески музичар, певач и аутор песама (*1949)
  - Мирослава Мирковић, српска историчарка и универзитетска професорка (*1933)
- 4. мај:
  - Драган Вучић, македонски ТВ водитељ, музичар и шоумен (*1955)
  - Нада Лер-Софронић, феминисткиња, борац за слободу, равноправност и друштвену правду (*1941)
- 5. мај:
  - Спасоје Крунић, архитекта, пројектант и политичар (*1939)
  - Сергеј Адијан, совјетски и руски математичар (*1931)
- 6. мај — Синиша Кисић, бивши градоначелник Брчког и потпредседник Олимпијског комитета Босне и Херцеговине (*1954)
- 8. мај — Рој Хорн, немачко-амерички забављач и мађионичар (*1944)
- 9. мај — Литл Ричард, амерички певач и кантаутор (*1932)[39]
- 10. мај:
  - Бранко Бојовић, српски архитекта и урбаниста (*1940)
  - Момчило Животић, српски филмски и позоришни глумац (*1931)[40]
- 11. мај:
  - Џери Стилер, амерички комичар и глумац (*1927)[41]
  - Андреа Риналди, италијански фудбалер Аталанте (*2000)
  - Торкилд Гробсел, дански протестантски свештеник (*1947)
  - Богдан Јакуш, југословенски и српски филмски и позоришни глумац (*1938)[42]
- 12. мај — Един Спречо, југословенски и босански фудбалер (*1947)
- 13. мај — Кијотака Суетаке, јапански сумо рвач (*1992)
- 15. мај — Фред Вилард, амерички глумац, комичар и писац (*1933)[43]
- 16. мај — Јерина Јовић, српска певачица народних песама (*1949)
- 18. мај — Марко Елснер, југословенски и словеначки фудбалер и тренер (*1960)[44]
- 21. мај:
  - Мирослав Радовановић, српски певач народне музике (*1947)
  - Беким Сејрановић, босанскохерцеговачки књижевник и књижевни преводилац (*1972)
  - Оливер Вилијамсон, амерички економиста (*1932)[45]
- 22. мај:
  - Џери Слоун, амерички кошаркаш и кошаркашки тренер (*1942)
  - Миљан Мрдаковић, српски фудбалер (*1982)[46]
- 23. мај — Бранислав Мијатовић Мија, српски музичар, шоумен и један од оснивача популарне групе Слатки грех (*1952)[47]
- 25. мај — Џорџ Флојд, Афроамериканац који је умро током лишавања слободе од стране полицијских службеника у Минеаполису (*1973)[48]
- 26. мај:
  - Прахлад Џани, индијски саду (*1929)
  - Клиф Пенингтон, канадски хокејаш на леду (*1940)
- 29. мај — Боб Вејтон, најстарији човек на свету (*1908)
- 30. мај — Боби Мороу, амерички спринтер (*1935)
- 31. мај — Христо Јавашев, бугарски сликар (*1935)

### Јун
- 2. јун — Вес Анселд, амерички кошаркаш и кошаркашки тренер (*1946)[49]
- 3. јун — Џон Лук Џок, министар правде у Влади Јужног Судана (*1951)
- 5. јун — Борис Гаганелов, бугарски фудбалер (*1941)
- 7. јун — Марина Благојевић, српска социолошкиња, национална експерткиња за родну равноправност и феминисткиња (*1958)
- 8. јун — Пјер Нкурунзиза, бурундијски политичар и председник Бурундија од 2005. па до смрти 2020. године (*1964)
- 13. јун:
  - Антонина Јањић, монахиња Манастира Ћелије (*1931)
  - Драгослав Кочовић, српски доктор политичких наука и универзитетски професор (*1954)
- 14. јун — Сушант Синг Раџпут, индијски боливудски глумац, плесач, предузетник и филантроп (*1986)[50]
- 16. јун — Добривоје Топаловић, српски певач народне музике (*1944)
- 17. јун:
  - Вили Торн, енглески играч снукера (*1954)[51]
  - Игор Вук Торбица, српски позоришни редитељ (*1987)
- 18. јун — Тибор Бенедек, мађарски ватерполиста (*1972)
- 19. јун:
  - Карлос Руиз Зафон, шпански писац, аутор многих бестселера (*1964)
  - Ијан Холм, енглески глумац (*1931)[52]
- 20. јун — Ема Дероси Бјелајац, учесница Народноослободилачке борбе и председница Председништва СР Хрватске од 1985. до 1986. године  (*1926)
- 21. јун:
  - Бобана Величковић, репрезентативка Србије у спортском стрељаштву (*1990)
  - Миле Неделкоски, македонски писац (*1935)
- 22. јун:
  - Џоел Шумахер, амерички филмски редитељ, сценариста и продуцент (*1939)[53]
  - Пјерино Прати, италијански фудбалер (*1946)
- 26. јун:
  - Никола Стојановић, председник Централног комитета СК Босне и Херцеговине од 1978. до 1982. године (*1933)
  - Јарослав Полак, чехословачки и словачки фудбалер (*1947)[54]
- 27. јун — Илија Петковић, српски фудбалер, фудбалски тренер и селектор фудбалске репрезентације Србије и Црне Горе (*1945)[55]
- 29. јун:
  - Карл Рајнер, амерички глумац, забављач, редитељ, сценариста, писац и ТВ продуцент (*1922)[56]
  - Миодраг Богић, српски је филмски, телевизијски и радио редитељ, сценариста, продуцент и директор „Магма филма“ из Београда (*1940)[57]
- 30. јун — Елена Флерова, совјетска и руска уметница (*1943)

### Јул
- 3. јул:
  - Лидија Пилипенко, примабалерина Народног позоришта у Београду и кореограф (*1938)
  - Живојин Жика Новков, српски балетски играч и кореограф (*1938)
- 6. јул:
  - Енио Мориконе, италијански композитор и диригент (*1928)[58]
  - Зоран Стојковић, српски правник, политичар и министар правде Србије 2004—2007 (*1946)
  - Роналд Грејам, амерички математичар (*1935)
- 7. јул — Миодраг Матицки, српски књижевник и научни радник (*1940)
- 8. јул — Наја Ривера, америчка глумица, певачица и модел (*1987)[59]
- 9. јул — Љубиша М. Јовановић, српски музичар (*1965)
- 10. јул — Џек Чарлтон, енглески фудбалер (*1935)[60]
- 11. јул — Манојле Гавриловић, српски књижевник и песник (*1945)
- 12. јул — Кели Престон, америчка глумица и манекенка (*1962)[61]
- 13. јул:
  - Грант Имахара, амерички стручњак за електронику и радио контролу и глумац (*1970)[62]
  - Милутин Мића Стојановић, српски хармоникаш, композитор и певач (*1935)
- 15. јул:
  - Даринка Матић-Маровић, српска диригенткиња, ректор Универзитета уметности у Београду и декан Факултета музичке уметности (*1937)
  - Петар Алаџић, југословенски и српски стрип сценариста (*1954)
- 18. јул — Бошко Маринко, српски рвач (*1939)[63]
- 19. јул:
  - Николај Танајев, киргиски политичар који је обављао функцију премијера Киргистана од 2002. до 2005. године (*1945)
  - Драган Колунџија, српски и југословенски књижевник и песник. (*1938)
- 21. јул — Снежана Спасић, извођач српске и балканске традиционалне музике, као и поп, рок и џез музике (*1969)
- 23. јул — Жаклин Нунан, америчка педијатрица и дечији кардиолог (*1928)
- 24. јул — Бенџамин Мкапа, танзанијски политичар и председник Танзаније од 1995. до 2005. године (*1938)
- 25. јул:
  - Џон Саксон, амерички филмски и телевизијски глумац (*1936)
  - Божидар Миленковић, југословенски и српски фудбалер и фудбалски тренер (*1954)
- 26. јул:
  - Миодраг Сибиновић, српски филолог, лингвиста, преводилац, теоретичар превођења и књижевник (*1937)
  - Оливија де Хевиленд, британско-америчка филмска, позоришна и телевизијска глумица (*1916)[64]
- 27. јул — Овен Артур, премијер Барбадоса од 1994. до 2008. године (*1949)
- 28. јул — Урош Гловацки, српски филмски и позоришни глумац (*1933)[65]
- 31. јул:
  - Алан Паркер, енглески филмски стваралац (*1944)[66]
  - Миодраг Живковић, српски вајар и редовни професор на Факултету примењених уметности у Београду (*1928)[67]

### Август
- 1. август:
  - Димитрије Стефановић, српски музиколог и диригент, академик и генерални секретар САНУ (*1929)[68]
  - Вилфорд Бримли, амерички глумац и певач (*1934)[69]
- 3. август — Џон Хјум, ирски политичар и добитник Нобелове награде за мир 1998. године (*1937)[70]
- 4. август:
  - Рајко Дујмић, хрватски музичар, најпознатији као вођа групе Нови фосили (*1954)[71]
  - Зоран Миленковић, српски и југословенски фудбалер (*1946)[72]
  - Френсис Е. Ален, америчка информатичарка и пионирка у пољу оптимизујућих компајлера (*1932)
- 5. август:
  - Агатонас Јаковидис, грчки певач народне музике ребетико стила (*1955)
  - Исидора Бјелица, српска књижевница и ТВ водитељка (*1967)
  - Нада Млађеновић, српска филмска и позоришна глумица (*1928)[73]
- 7. август — Мајкл Оџо, нигеријско-амерички кошаркаш (*1993)[74]
- 10. август — Владица Поповић, српски и југословенски фудбалер и тренер (*1935)[75]
- 12. август:
  - Слободан Јарчевић, српски књижевник, публициста и ратни министар иностраних послова Републике Српске Крајине (*1942)
  - Павол Бирош, словачки фудбалер и чехословачки репрезентативац (*1953)[76]
- 14. август — Светозар Обрадовић, српски и југословенски сценариста стрипова, новинар, педагог и спортски радник (*1950)
- 15. август — Антоније Ђурић, српски новинар, књижевник, историчар и публициста (*1929)
- 17. август — Новак Вукоје, српски оториноларинголог, познат као "доктор за хркање" (*1947)
- 18. август — Бен Крос, енглески глумац (*1947)[77]
- 20. август:
  - Бранко Костић, југословенски економиста и друштвено-политички радник СФР Југославије и СР Црне Горе (*1939)
  - Зоран Миљковић, српски и југословенски глумац (*1947)[78]
- 21. август:
  - Дарко Мацура, српски извођач народне музике, градитељ инструмената, композитор и музички педагог (*1952)
  - Марко Поповић, српски археолог и универзитетски професор (*1944)
- 23. август — Милан Шевић, српски организатор културно-уметничких делатности (*1939)
- 26. август — Џералд П. Кар, амерички пилот и астронаут (*1932)[79]
- 28. август — Чедвик Боузман, амерички глумац (*1976)[80]
- 31. август — Пранаб Мукерџи, индијски председник од јула 2012. до јула 2017. године (*1935)[81]

### Септембар
- 5. септембар:
  - Јиржи Менцл, чешки редитељ (*1938)[82]
  - Жарко Домљан, хрватски историчар и политичар (*1932)
- 6. септембар — Драгољуб Ојданић, начелник Генералштаба ВЈ (1998—2000) и министар одбране СРЈ (2000) (*1941)
- 10. септембар:
  - Арије Ливне, савјетник предсједника Владе Републике Српске (*1921)
  - Дајана Риг, енглеска глумица (*1938)[83]
- 12. септембар — Навид Афкари, ирански рвач који је осуђен на смрт, а потом и погубљен (*1993)
- 15. септембар:
  - Момчило Крајишник, привредник, српски политичар из Републике Српске и члан предсједништва БиХ (1996—1998) (*1945)
  - Муса Траоре, војни официр и председник Малија од 1968. до 1991. године (*1936)
- 18. септембар — Рут Бејдер Гинсберг, придружени судија Врховног суда Сједињених Америчких Држава (*1933)
- 19. септембар — Ли Керслејк, енглески музичар (*1947)
- 21. септембар:
  - Мајкл Лонсдејл, британско-француски глумац (*1931)[84]
  - Артур Ешкин, амерички научник и добитник Нобелове награде за физику 2018. године (*1922)[85]
- 22. септембар:
  - Агне Симонсон, шведски фудбалер (*1935)
  - Миша Марковић, српски уметник, певач и композитор (*1949)
- 23. септембар — Златко Портнер, српски и југословенски рукометаш (*1962)[86]
- 25. септембар — Горан Паскаљевић, српски филмски редитељ, сценариста и продуцент (*1947)[87]
- 27. септембар — Јуко Такеучи, јапанска глумица (*1980)[88]
- 29. септембар:
  - Исидора Жебељан, српска композиторка и редовна чланица САНУ (*1967)
  - Сабах IV ел Ахмед ел Џабир ел Сабах, премијер Кувајта (2003—2006) и емир Кувајта (2006—2020) (*1929)

### Октобар
- 4. октобар — Кензо Такада, јапански модни креатор (*1939)
- 6. октобар:
  - Еди ван Хејлен, холандско-амерички музичар, текстописац и продуцент (*1955)[89]
  - Џони Неш, амерички реге певач (*1940)[90]
  - Милош Герић, српски кларинетиста и професор (*1935)
  - Ђорђије Вуковић, српски универзитетски професор, писац, критичар, историчар и теоретичар књижевности (*1943)
- 8. октобар — Мићо Ловрић, учесник Народноослободилачког рата и председник ФК Партизан (1967-1971) (*1926)
- 10. октобар — Милоје Поповић Каваја, српски дипломата, публициста и књижевник, члан Удружења књижевника Србије и Удружења Адлигат (*1936)
- 11. октобар — Бора Дрљача, српски фолк певач (*1941)
- 13. октобар — Васкрсија Јањић, српски стручњак из области фитофармације (*1944)
- 20. октобар — Џејмс Ранди, канадско-амерички мађионичар и скептик (*1928)[91]
- 24. октобар:
  - Ђуро Стипановић, српски књижевник (*1937)
  - Изет Ибрахим ел Дури, ирачки војни и политички лидер Баас партије (*1942)
- 26. октобар — Сретен Давидовић, југословенски и српски фудбалер (*1931)
- 28. октобар:
  - Душко Шњегота, српски универзитетски професор и доктор економских наука (*1967)
  - Миомир Дашић, црногорски историчар и редовни члан ЦАНУ (*1930)[92]
- 29. октобар:
  - Славен Замбата, југословенски фудбалер (*1940)[93]
  - Јорданчо Чевревски, југословенски и македонски филмски и позоришни глумац (*1951)[94]
- 30. октобар:
  - Амфилохије Радовић, митрополит црногорско-приморски (1990—2020) и епископ банатски (1985—1990) (*1938)
  - Жарко Кнежевић, југословенски и српски кошаркаш (*1947)[95]
  - Роберт Фиск, британски писац и новинар (*1946)
  - Павле Николић, професор Уставног права на Правном факултету Универзитета у Београду (*1928)
  - Миљенко Викић, хрватски балетни плесач, кореограф и филмски глумац (*1931)[96]
- 31. октобар:
  - Шон Конери, шкотски филмски и позоришни глумац (*1930)[97]
  - Данијел Думилеј, британско - амерички репер, текстописац и музички продуцент (*1971)[98]

### Новембар
- 2. новембар — Рајко Ђурић, ромски писац и политичар (*1947)
- 3. новембар — Иво Тартаља, теоретичар, историчар књижевности и професор Филолошког факултета Универзитета у Београду (*1930)
- 4. новембар — Кен Хенсли, британски рок певач, композитор, мулти-инструменталиста и продуцент (*1945)
- 6. новембар:
  - Драган Јовичић, југословенски, српски и босанскохерцеговачки филмски и позоришни глумац (*1953)[99]
  - Фернандо Соланас, аргентински филмски режисер, текстописац и политичар (*1936)[100]
- 7. новембар — Вера Зима, југословенска и хрватска позоришна, филмска и телевизијска глумица (*1953)[101]
- 9. новембар — Драгомир Антонић, српски етнолог (*1948)
- 10. новембар — Амаду Тумани Туре, малијски политичар и председник у два наврата (1991—1992; 2002—2012) (*1948)
- 11. новембар:
  - Калифа ибн Салман ел Калифа, премијер Бахреина (1970—2020) (*1935)
  - Милета Лисица, српски кошаркаш (*1966)
  - Елмедин Ровчанин, политичар и секретар Министарства рада и социјалног старања у Влади Црне Горе (*1974)
- 12. новембар:
  - Краснодар Рора, југословенски и хрватски фудбалер (*1945)[102]
  - Мирко Бабић, српски глумац (*1948)[103]
  - Џери Ролингс, председник Гане у два наврата (1979; 1981—2001) (*1947)
  - Масатоши Кошиба, јапански физичар и добитник Нобелове награде за физику 2002. године (*1926)[104]
- 13. новембар — Крунослав Кићо Слабинац, југословенски и хрватски певач, гитариста, композитор и аранжер (*1944)
- 14. новембар — Армен Џигархањан, совјетски, јерменски и руски глумац (*1935)[105]
- 15. новембар — Реј Клеменс, енглески фудбалски голман (*1948)
- 16. новембар:
  - Мића Милошевић, српски редитељ и сценариста документарних и играних филмова (*1930)[106]
  - Иван Бекјарев, југословенски и српски глумац (*1946)[107]
  - Томислав Мерчеп, хрватски политичар и ратни злочинац (*1952)
- 17. новембар:
  - Пим Дусбург, холандски фудбалски голман (*1943)[108]
  - Коља Мићевић, српски преводилац, песник, есејиста и публициста (*1941)
- 18. новембар — Бранко Деспот, српски хирург, универзитетски професор и хроничар (*1954)
- 20. новембар:
  - Иринеј, патријарх Српске православне цркве (2010—2020) (*1930)
  - Џудит Џарвис Томсон, амерички филозоф (*1929)
- 21. новембар — Артемије Радосављевић, рашчињени епископ рашко-призренски и косовско-метохијски (*1935)
- 22. новембар:
  - Мустафа Надаревић, југословенски, босанскохерцеговачки и хрватски позоришни и филмски глумац и режисер (*1943)[109]
  - Анђелија Веснић, југословенска и српска филмска и позоришна глумица (*1929)[110]
- 23. новембар — Анеле Нконка, јужноафрички фудбалер (*1987)
- 24. новембар:
  - Кристоф Доминиси, француски рагбиста (*1972)
  - Мамаду Танџа, нигерски потпуковник, политичар и председник Нигера од 1999. до 2010. године (*1938)
  - Перо Гудељ, босанскохерцеговачки бизнисмен и оснивач компаније "Фис" (*1955)
  - Бојан Златановић Токан, српски музичар и бубњар Амадеус бенда (*1975)
- 25. новембар — Дијего Марадона, аргентински фудбалер (*1960)[111]
- 26. новембар — Дарија Николоди, италијанска глумица, сценаристкиња и продуценткиња (*1950)[112]
- 27. новембар — Шпиро Губерина, југословенски и хрватски филмски и позоришни глумац (*1933)[113]
- 28. новембар — Дејвид Прауз, енглески карактерни глумац, бодибилдер и дизач тегова (*1935)[114]
- 29. новембар:
  - Мирослав Миша Алексић, српски музичар, бас гитариста рок бенда „Рибља Чорба” (*1953)
  - Папа Буба Диоп, сенегалски фудбалер (*1978)[115]
- 30. новембар:
  - Бранимир Шћепановић, српски књижевник и сценариста (*1937)[116]
  - Рената Лаксова, америчка педијатријска генетичарка (*1931)

### Децембар
- 1. децембар — Божидар Бошко Авлијаш, доктор економских наука и први предсједник "Српског интелектуалног форума" Српско Сарајево (*1927)
- 2. децембар:
  - Рафер Џонсон, амерички десетобојац и филмски глумац (*1934)
  - Валери Жискар д’Естен, француски политичар и председник државе од 1974. до 1981. године (*1926)
  - Владислав Вељковић, православни протосинђел и игуман Манастира Свете Тројице (*1960)
  - Хју Киз Берн, аустралијско−енглески глумац (*1947)
- 5. децембар — Виктор Понедељник, совјетски фудбалер (*1937)
- 6. децембар:
  - Џеј Рамадановски, југословенски и ромски певач фолк, ромске, турбо-фолк и поп-фолк музике (*1964)
  - Дејан Дабовић, југословенски ватерполиста (*1944)[117]
  - Табаре Васкез, уругвајски политичар и председника Уругваја у два наврата (2005—2010; 2015—2020) (*1940)[118]
- 7. децембар:
  - Тихомир Арсић, српски филмски, телевизијски и позоришни глумац и продуцент (*1957)[119]
  - Чак Јејгер, амерички пилот (*1923)
  - Боривоје Кандић, југословенски и српски глумац (*1961)[120]
  - Винко Брнада, босанскохерцеговачки певач и извођач севдалинки (*1946)
- 8. децембар — Алехандро Сабеља, аргентински фудбалер и фудбалски тренер (*1954)[121]
- 9. децембар — Паоло Роси, италијански фудбалер (*1956)[122]
- 11. децембар — Ким Ки Дук, јужнокорејски филмски режисер (*1960)[123]
- 12. децембар:
  - Џон ле Каре, енглески је романописац, сценариста, продуцент и повремени глумац (*1931)[124]
  - Џек Стајнбергер, амерички физичар и добитник Нобелове награде за физику 1988. године (*1921)[125]
- 14. децембар:
  - Жерар Улије, француски фудбалер и фудбалски тренер (*1947)
  - Миломир Одовић, српски и босанскохерцеговачки фудбалер и фудбалски тренер (*1955)[126]
- 15. децембар:
  - Золтан Сабо, српски фудбалер и фудбалски тренер (*1972)[127]
  - Георгије Добросављевић, православни архимандрит и игуман Манастира Благовештења (*1934)
- 16. децембар:
  - Јанко Вујиновић, српски књижевник (*1945)
  - Ева Марија Карађорђевић, трећа супруга и удовица принца Андреја Карађорђевић (*1926)
  - Летиција Ли Сијан, про - пекиншка активисткиња у Хонг Конгу (*1964)
- 17. децембар:
  - Весна Денчић, српска књижевница и афористичарка (*1963)
  - Пјер Бујоја, председник Бурундија у два наврата (1987—1993; 1996—2003) (*1949)
- 18. децембар — Драгиша Пандуровић Гиле, српски сатиричар и текстописац (*1953)
- 19. децембар — Хермина Пипинић, југословенска и хрватска филмска и позоришна глумица (*1928)[128]
- 22. децембар:
  - Серафим Миљковић, православни архимандрит духовник Манастира Благовештења Рудничкога (*1935)
  - Едмунд Кларк, амерички научник из области рачунарства (*1945)[129]
- 23. децембар:
  - Перо Квргић, југословенски, српски и хрватски филмски и позоришни глумац (*1927)[130]
  - Мићо Мићић, српски политичар и градоначелник Бијељине (2005—2020) (*1956)
- 24. децембар:
  - Милорад Јанковић, југословенски и српски фудбалер (*1940)[131]
  - Александар Ивош, југословенски и српски фудбалер (*1931)[132]
  - Светислав Вранић, капетан Ер Србије који је довезао медицинску помоћ из Кине (*1964)[133]
- 25. децембар — Максим Цигалко, белоруски фудбалер (*1983)[134]
- 26. децембар:
  - Милка Бабовић, југословенска репрезентативка у атлетици, новинар и спортски коментатор (*1928)
  - Златко Николић, српски криминолог (*1946)
- 27. децембар:
  - Александар Ивић, српски математичар, професор емеритус Универзитета у Београду и академик САНУ (*1949)
  - Ева Сјатковска, пољски лингвиста и слависта (*1930)
- 28. децембар:
  - Спасоје Влајић, српски научник, инжењер кристалографије и проналазач светлосне формуле (*1946)
  - Милутин Петровић, српски песник и један од оснивача Српског књижевног друштва (*1941)
- 29. децембар:
  - Пјер Карден, италијански и француски модни дизајнер (*1922)
  - Бисерка Илијашев, инжењерка архитектуре (*1942)
  - Шаба Ду, амерички глумац, плесач и кореограф (*1955)[135]
- 30. децембар — Александар Јовановић, српски математичар и универзитетски професор (*1949)
- 31. децембар — Душан Јовановић, југословенски, српски и словеначки глумац, позоришни редитељ, драматург, есејиста и сценариста (*1939)[136]

## Нобелове награде
- Физика —
- Хемија —
- Медицина —
- Књижевност —
- Мир —
- Економија —